# Gmina Horyniec-Zdrój

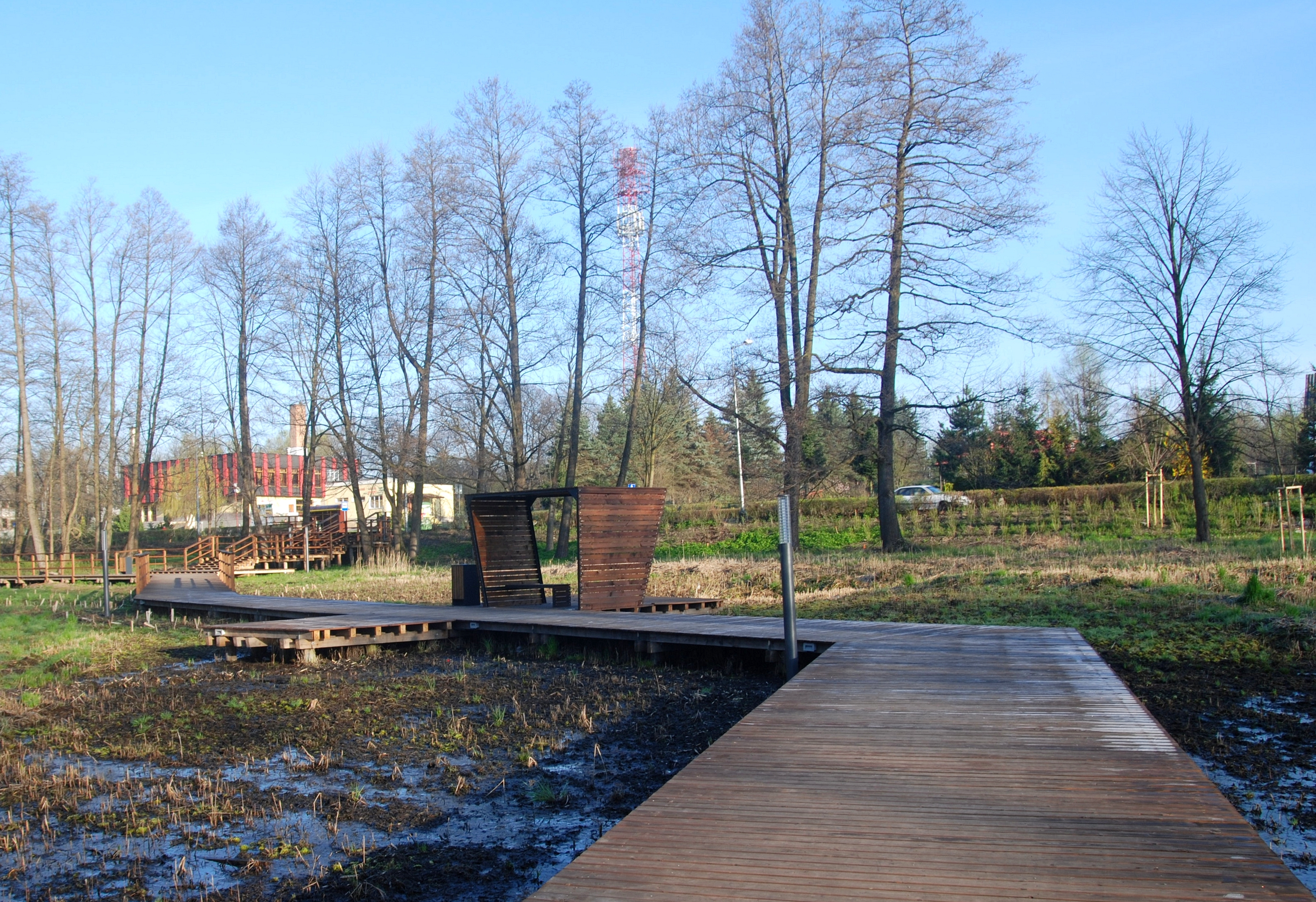
Kurpark

Die Gmina Horyniec-Zdrój ist eine Landgemeinde im Powiat Lubaczowski der Woiwodschaft Karpatenvorland in Polen. Ihr Sitz ist der gleichnamige Kurort mit etwa 2700 Einwohnern.

## Gliederung
Zur Landgemeinde (gmina wiejska) Horyniec-Zdrój gehören folgende elf Dörfer mit einem Schulzenamt:
Dziewięcierz (Einsingen)
Horyniec-Zdrój
Krzywe
Nowe Brusno
Nowiny Horynieckie
Podemszczyzna
Polanka Horyniecka (Deutschbach)
Prusie
Radruż
Werchrata
Wólka Horyniecka
Weitere Ortschaften der Gemeinde sind Dziewięcierz (osada), Monasterz, Mrzygłody Lubyckie, Niwki, Polanka Horyniecka (osada) und Świdnica.

## Persönlichkeiten
- Mariusz Leszczyński (* 1957), Weihbischof, geboren in Horyniec-Zdrój.